# Proposição categórica
Na lógica, uma proposição categórica, ou afirmação categórica, é uma proposição que afirma ou nega que todos ou alguns dos membros de uma categoria (o termo sujeito) estão incluídos em outro (o termo predicado).  O estudo de argumentos usando afirmações categóricas (silogismos) constitui um importante ramo do raciocínio dedutivo que começou com os gregos antigos.
Os gregos antigos, como Aristóteles, identificaram quatro tipos distintos primários de proposição categórica e deram-lhes formulários padronizados (agora chamados de A, E, I e O). Se, abstratamente, a categoria de sujeito é denominada S e a categoria de predicado é denominada P, as quatro formas padrão são:
- Todos os S são P. (forma A)
- Nenhum S é P. (forma E)
- Algum S é P. (forma I)
- Algum S não é P. (forma O)

Surpreendentemente, um grande número de sentenças pode ser traduzido em uma dessas formas canônicas, mantendo todo ou a maior parte do significado original da sentença. As investigações gregas resultaram no chamado quadrado de oposição, que codifica as relações lógicas entre as diferentes formas; por exemplo, que uma declaração A é contraditória a uma declaração O; isto é, por exemplo, se alguém acredita que "todas as maçãs são frutas vermelhas", não se pode acreditar simultaneamente que "algumas maçãs não são frutas vermelhas". Assim, as relações do quadrado da oposição podem permitir a inferência imediata, segundo a qual a verdade ou a falsidade de uma das formas pode resultar diretamente da verdade ou falsidade de uma declaração de outra forma.
O entendimento moderno de proposições categóricas (originadas no trabalho de George Boole em meados do século XIX) requer que se considere se a categoria do sujeito pode estar vazia. Se assim for, isso é chamado de ponto de vista hipotético, em oposição ao ponto de vista existencial que requer que a categoria do sujeito tenha pelo menos um membro. O ponto de vista existencial é uma postura mais forte do que a hipotética e, quando é apropriado, permite deduzir mais resultados do que seria possível de outra forma. O ponto de vista hipotético, sendo a visão mais fraca, tem o efeito de remover algumas das relações presentes no quadrado tradicional da oposição.
Argumentos consistindo de três proposições categóricas - dois como premissas e um como conclusão - são conhecidos como silogismos categóricos e foram de suma importância desde os tempos dos lógicos gregos antigos até a Idade Média. Embora os argumentos formais que usam os silogismos categóricos tenham dado lugar, em grande parte, ao aumento do poder expressivo dos sistemas lógicos modernos, como o cálculo de predicados de primeira ordem, eles ainda retêm valor prático além de seu significado histórico e pedagógico.

## Traduzindo instruções em formato padrão
Frases em linguagem natural podem ser traduzidas em formato padrão. Em cada linha do gráfico a seguir, S corresponde ao sujeito da sentença de exemplo e P corresponde ao predicado.
| Nome | Sentença em português            | Forma padrão     |
| ---- | -------------------------------- | ---------------- |
| A    | Todos os gatos têm quatro patas. | Todo S é P.      |
| E    | Nenhum gato tem oito patas.      | Nenhum S é P.    |
| I    | Alguns gatos são laranja.        | Algum S é P.     |
| O    | Alguns gatos não são pretos.     | Algum S não é P. |

Observe que "Todos os S não são P" (por exemplo, "Todos os gatos não têm oito patas") não são classificados como um exemplo de formulário padrão. Isso ocorre porque a tradução para a linguagem natural é ambígua. Em linguagem comum, a frase "Todos os gatos não têm oito patas" pode ser usada informalmente para indicar (1) "Pelo menos alguns, e talvez todos, gatos não têm oito patas" ou (2) "Nenhum gato tem oito patas".

## Propriedades de proposições categóricas
Proposições categóricas podem ser categorizadas em quatro tipos com base em sua "qualidade" e "quantidade", ou sua "distribuição de termos". Estes quatro tipos há muito tempo foram denominados A, E, I e O. Isto é baseado no latim affirmo (afirmo), referindo-se às proposições afirmativas A e I, e nego, referindo-se às proposições negativas E e O.

### Quantidade e qualidade
Quantidade refere-se ao número de membros da classe de sujeito que são usados na proposição. Se a proposição se refere a todos os membros da classe de sujeito, ela é universal. Se a proposição não emprega todos os membros da classe de sujeito, é particular. Por exemplo, uma proposição I ("Alguns S são P") é particular, pois se refere apenas a alguns dos membros da classe de sujeito.
Qualidade é descrita como se a proposição afirma ou nega a inclusão de um sujeito dentro da classe do predicado. As duas qualidades possíveis são chamadas afirmativas e negativas.  Por exemplo, uma proposição A ("Todos os S são P") é afirmativa, pois afirma que o assunto está contido no predicado. Por outro lado, uma proposição O ("Alguns S não são P") é negativa, pois exclui o sujeito do predicado.
| Nome | Declaração          | Quantidade | Qualidade  |
| ---- | ------------------- | ---------- | ---------- |
| A    | Todo S é P.         | universal  | afirmativa |
| E    | Nenhum S é P.       | universal  | negativa   |
| I    | Alguns S são P.     | particular | afirmativa |
| O    | Alguns S não são P. | particular | negativa   |

Uma consideração importante é a definição da palavra algum(ns). Na lógica, algum(ns) se referem a "um ou mais", o que poderia significar "todos". Portanto, a declaração "Algum S é P" não garante que a instrução "Algum S não é P" também seja verdadeira.

### Distributividade
Os dois termos (sujeito e predicado) em uma proposição categórica podem ser classificados como distribuídos ou não distribuídos. Se todos os membros da classe do termo forem afetados pela proposição, essa classe será distribuída; caso contrário, é não distribuída. Cada proposição, portanto, tem uma das quatro possíveis distribuições de termos.
Cada uma das quatro formas canônicas será examinada, por sua vez, quanto à distribuição de termos. Embora não sejam desenvolvidos aqui, os diagramas de Venn às vezes são úteis ao tentar entender a distribuição de termos para as quatro formas.

#### FormaA
Uma proposição A distribui o sujeito para o predicado, mas não o contrário. Considere a seguinte proposição categórica: "Todos os cães são mamíferos". Todos os cães são de fato mamíferos, mas seria falso dizer que todos os mamíferos são cães. Uma vez que todos os cães estão incluídos na classe de mamíferos, "cães" é dito ser distribuído para "mamíferos". Como todos os mamíferos não são necessariamente cães, os "mamíferos" não são distribuídos para "cães".

#### FormaE
Uma proposição E distribui bidirecionalmente entre o sujeito e o predicado. A partir da proposição categórica "Nenhum besouro é mamífero", podemos inferir que nenhum mamífero é besouro. Uma vez que todos os besouros são definidos para não serem mamíferos, e todos os mamíferos são definidos para não serem besouros, ambas as classes são distribuídas.

#### FormaI
Ambos os termos em uma proposição I não são distribuídos. Por exemplo, "Alguns americanos são conservadores". Nenhum termo pode ser totalmente distribuído para o outro. A partir desta proposição, não é possível dizer que todos os americanos são conservadores ou que todos os conservadores são americanos.

#### FormaO
Em uma proposição O, apenas o predicado é distribuído. Considere o seguinte: "Alguns políticos não são corruptos". Como nem todos os políticos são definidos por essa regra, o assunto não é distribuído. O predicado, porém, é distribuído porque todos os membros de "pessoas corruptas" não corresponderão ao grupo de pessoas definido como "alguns políticos". Uma vez que a regra se aplica a todos os membros do grupo de pessoas corruptas, a saber, "Todas as pessoas corruptas não são alguns políticos", o predicado é distribuído.
A distribuição do predicado em uma proposição O é muitas vezes confusa devido à sua ambiguidade. Quando uma declaração como "Alguns políticos não são corruptos" é dita para distribuir o grupo "pessoas corruptas" para "alguns políticos", a informação parece de pouco valor, uma vez que o grupo "alguns políticos" não é definido. Mas se, como exemplo, esse grupo de "alguns políticos" for definido para conter uma única pessoa, Alberto, a relação se tornará mais clara. A declaração significaria então que, de cada entrada listada no grupo de pessoas corruptas, nenhuma delas será Alberto: "Todos os corruptos não são Alberto". Essa é uma definição que se aplica a todos os membros do grupo "pessoas corruptas" e, portanto, é distribuída.

#### Sumário
Em suma, para o sujeito ser distribuído, a declaração deve ser universal (por exemplo, "todos", "não"). Para o predicado a ser distribuído, a declaração deve ser negativa (por exemplo, "não", "não são").
| Nome | Declaração       | Distribuição    | Distribuição    |
| Nome | Declaração       | Sujeito         | Predicado       |
| ---- | ---------------- | --------------- | --------------- |
| A    | Todo S é P.      | distribuído     | não distribuído |
| E    | Nenhum S é P.    | distribuído     | distribuído     |
| I    | Algum S é P.     | não distribuído | não distribuído |
| O    | Algum S não é P. | não distribuído | distribuído     |

#### Criticismo
Peter Geach e outros criticaram o uso da distribuição para determinar a validade de um argumento.  Tem sido sugerido que as declarações do formulário "Alguns A não são B" seriam menos problemáticas se fossem declaradas como "Nem todo A é B" o que talvez seja uma tradução mais próxima da forma original de Aristóteles para esse tipo de declaração.

## Operações em declarações categóricas
Existem várias operações (por exemplo, recíproca, obversão e contraposição) que podem ser executadas em uma instrução categórica para alterá-la em outra. A nova declaração pode ou não ser equivalente ao original.
Algumas operações exigem a noção do complemento de classe. Isso se refere a todos os elementos em consideração que não são um elemento da classe. Os complementos de classe são muito semelhantes aos complementos definidos. O complemento de classe de um conjunto P será chamado de "não-P".

### Recíproca
A operação mais simples é a recíproca, em que os termos sujeito e predicado são intercambiáveis.
| Nome | Declaração       | Recíproca / Recíproca Obvertida   | Subalterno / Obvertida / Condição               | Recíproca per accidens / Obvertida / Condição   |   |
| ---- | ---------------- | --------------------------------- | ----------------------------------------------- | ----------------------------------------------- | - |
| A    | Todo S é P.      | Todo P é S. Nenhum P é não-S.     | Algum S é P. Algum S não é não-P. (se S existe) | Algum P é S. Algum P não é não-S. (se S existe) |   |
| E    | Nenhum S é P.    | Nenhum P é s. Todo P é não-S.     | Algum S não é P. Algum S é não-P. (se S existe) | Algum P não é S. Algum P é não-S. (se P existe) |   |
| I    | Algum S é P.     | Algum P é S. Algum P não é não-S. | —                                               | —                                               | — |
| O    | Algum S é não-P. | Algum P não é S. Algum P é não-S. | —                                               | —                                               | — |

De uma declaração em E ou I, é válido para concluir sua inversa. Este não é o caso das formas A e O.

### Obversão
A obversão muda a qualidade (isto é, a afirmatividade ou negatividade) da afirmação e do termo predicado. Por exemplo, uma afirmação afirmativa universal se tornaria uma afirmação negativa universal.
| Nome | Declaração       | Obversa              |
| ---- | ---------------- | -------------------- |
| A    | Todo S é P.      | Nenhum S é não-P.    |
| E    | Nenhum S é P.    | Todo S é não-P.      |
| I    | Algum S é P.     | Algum S não é não-P. |
| O    | Algum S não é P. | Algum S é não-P.     |

As declarações categóricas são logicamente equivalentes a sua obversa. Como tal, um diagrama de Venn ilustrando qualquer uma das formas seria idêntico ao diagrama de Venn ilustrando sua obversa.

### Contraposição
| Nome | Declaração       | Contrapositiva / Obvertida                | Contrapositiva per accidens / Obvertida / Condição          |   |
| ---- | ---------------- | ----------------------------------------- | ----------------------------------------------------------- | - |
| A    | Todo S é P.      | Todo não-P é não-S. Nenhum não-P é S.     | Algum não-P é não-S. Algum não-P não é S. (se não-P existe) |   |
| E    | Nenhum S é P.    | Nenhum não-P é não-S. Todo não-P é S.     | Algum não-P não é não-S. Algum não-P é S. (se S existe)     |   |
| I    | Algum S é P.     | Algum não-P é não-S. Algum não-P não é S. | —                                                           | — |
| O    | Algum S não é P. | Algum não-P não é não-S. Algum não-P é S. | —                                                           | — |